# Taiyo Kea
Maunakea Mossman (18 de noviembre de 1975) es un luchador profesional japonés de origen hawaiano, más conocido por su nombre artístico Taiyo Kea. Mossman es famoso por su trabajo en All Japan Pro Wrestling, donde se encuentra actualmente.

## En lucha
- Movimientos finales
  - H5O - Hawaiian Five-Out[1][2][3] (Argentine neckbreaker)[1]
  - Hawaiian Smasher[2][3] (AJPW) / Hawaiian Crush[1] (NJPW) (Fireman's carry cutter)
  - TKO[2][3] (Fireman's carry sitout scoop slam piledriver) - 1994-2006, aún usado esporádicamente
  - TKO34th[2][3] (Fireman's carry sitout front slam) - 2006-presente

- Movimientos de firma
  - Surfing Suplex[2][3] (Bridging cobra clutch suplex)
  - Hawaiian Crunch[2] (Belly to back suplex side slam)[1]
  - Sun Kea Kick[4] (Jumping heel kick)[1][3]
  - Big boot
  - Bridging northern lights suplex
  - Corner slingshot splash[1]
  - Diving splash[1]
  - Dragon screw
  - Múltiples roundhouse kicks alternas a las piernas del oponente seguidas de step-up leg lariat
  - Running lariat, a veces a un oponente sentado[3]
  - Running tornado DDT[1]
  - Samoan drop
  - Shining wizard
  - Sitout powerbomb[3]
  - Super hurricanrana

## Campeonatos y logros
- All Japan Pro Wrestling
  - AJPW Triple Crown Heavyweight Championship (1 vez)
  - AJPW Unified World Tag Team Championship (7 veces) - con Johnny Smith (1), Keiji Muto (1), Satoshi Kojima (1), Jamal (1), Toshiaki Kawada (1), Minoru Suzuki (1) y Akebono (1)
  - AJPW World Junior Heavyweight Championship (1 vez)
  - Champion's Carnival (2006)
  - World's Strongest Tag Team League (2001) - con Keiji Muto
  - World's Strongest Tag Team League (2002) - con Satoshi Kojima
  - World's Strongest Tag Team League (2004) - con Jamal
  - January 3rd Korakuen Hall Junior Heavyweight Battle Royal (1997)
  - January 3rd Korakuen Hall Junior Heavyweight Battle Royal (1998)[5]

- Hawai'i Championship Wrestling
  - HCW Kekaulike Heritage Tag Team Championship (1 vez) - con Jamal

- New Japan Pro Wrestling
  - IWGP Tag Team Championship (1 vez) - con Keiji Muto

- Pro Wrestling Illustrated
  - Situado en el Nº11 en los PWI 500 de 2006[6]
  - Situado en el N°338 en los PWI 500 de 2008[7]

- Tokyo Sports Grand Prix
  - Equipo del año (2008)[8] - con Minoru Suzuki